# Flipside
Flipside er en dansk/svensk musikgruppe, der spiller lounge eller chillout. Gruppen består af danske Klaus Bau Jensen og svenske Sebastian Lilja. Deres albums udgives på eget label, Loadstar Records.

## Diskografi
- Inside (2003)
- Deeo (2004)
- Presence (2006)